# Résultats des recensements linguistiques par commune de la Région Bruxelles Capitale
 (février 2025).
Le recensement linguistique de 1846 n'enquêta que sur la langue couramment employée. À partir de 1866 le recensement a porté sur la connaissance des différentes langues nationales. À partir de 1910 on a enquêté non seulement sur la connaissance d'une langue mais également sur laquelle était utilisée le plus fréquemment, sans pour autant spécifier dans quel contexte (vie privée, publique ou professionnelle).
La source de tous les chiffres sont les résultats publiés dans les volumes du Moniteur Belge concernant les recensements populaires.
Abréviations: NL = néerlandais, FR = français, D = allemand (Deutsch).

## Résultats totaux de laRégion bruxelloiseactuelle
Langue exclusivement ou la plus fréquemment parlée.
| Année | NL Nombre | FR Nombre | D Nombre | NL Part | FR Part | D Part |
| ----- | --------- | --------- | -------- | ------- | ------- | ------ |
| 1910  | 352 349   | 371 311   | 11 025   | 48,0 %  | 50,5 %  | 1,5 %  |
| 1920  | 304 898   | 469 683   | 1 094    | 39,3 %  | 60,6 %  | 0,1 %  |
| 1930  | 300 575   | 559 664   | 4 769    | 34,7 %  | 64,7 %  | 0,6 %  |
| 1947  | 231 702   | 674 952   | 3 422    | 25,5 %  | 74,2 %  | 0,4 %  |

| Langue exclusivement ou le plus fréquemment parlée (en %) | Légende                             |
| --------------------------------------------------------- | ----------------------------------- |
|                                                           | - Français - Néerlandais - Allemand |

## Résultats commune par commune

### Anderlecht
Langues connues
| Année | uniq. NL Nombre | NL & FR Nombre | uniq. FR Nombre | FR & D Nombre | uniq. D Nombre | D & NL Nombre | NL & F & D Nombre | aucune Nombre | uniq. NL Part | NL & FR Part | uniq. FR Part | FR & D Part | uniq. D Part | D & NL Part | NL & FR & D Part |
| ----- | --------------- | -------------- | --------------- | ------------- | -------------- | ------------- | ----------------- | ------------- | ------------- | ------------ | ------------- | ----------- | ------------ | ----------- | ---------------- |
| 1846  | 5 365           |                | 474             |               | 10             |               |                   |               | 91,7 %        |              | 8,1 %         |             | 0,2 %        |             |                  |
| 1866  | 8 278           | 1 976          | 1 134           | 16            | 56             | 13            | 22                | 84            | 72,0 %        | 17,2 %       | 9,9 %         | 0,1 %       | 0,5 %        | 0,1 %       | 0,2 %            |
| 1880  | 13 583          | 4 254          | 3 030           | 100           | 177            | 53            | 59                | 26            | 63,9 %        | 20,0 %       | 14,3 %        | 0,5 %       | 0,8 %        | 0,2 %       | 0,3 %            |
| 1890  | 14 974          | 12 473         | 3 792           | 172           | 120            | 94            | 631               | 55            | 46,4 %        | 38,7 %       | 11,8 %        | 0,5 %       | 0,4 %        | 0,3 %       | 2,0 %            |
| 1900  | 17 834          | 18 269         | 11.895          | 381           | 257            | 124           | 943               | 3 226         | 35,9 %        | 36,8 %       | 23,9 %        | 0,8 %       | 0,5 %        | 0,2 %       | 1,9 %            |
| 1910  | 24 520          | 23 486         | 11 211          | 540           | 356            | 193           | 1 131             | 2 900         | 39,7 %        | 38,4 %       | 18,3 %        | 0,9 %       | 0,6 %        | 0,3 %       | 1,8 %            |
| 1920  | 20 207          | 33 953         | 10 432          | 171           | 196            | 26            | 529               | 1 524         | 30,8 %        | 51,8 %       | 15,9 %        | 0,3 %       | 0,3 %        | 0,0 %       | 0,8 %            |
| 1930  | 20 998          | 38 796         | 15 381          | 703           | 463            | 141           | 941               | 2 623         | 27,1 %        | 50,1 %       | 19,9 %        | 0,9 %       | 0,6 %        | 0,2 %       | 1,2 %            |
| 1947  | 14 415          | 46 531         | 18 689          | 627           | 152            | 221           | 3 453             | 2 324         | 17,1 %        | 55,3 %       | 22,2 %        | 0,7 %       | 0,2 %        | 0,3 %       | 4,1 %            |

Langue exclusivement ou la plus fréquemment parlée.
| Année | NL Nombre | FR Nombre | D Nombre | NL Part | FR Part | D Part |
| ----- | --------- | --------- | -------- | ------- | ------- | ------ |
| 1910  | 38 642    | 21 550    | 1 045    | 63,1 %  | 35,2 %  | 1,7 %  |
| 1920  | 41 432    | 23 782    | 300      | 63,2 %  | 36,3 %  | 0,5 %  |
| 1930  | 43 986    | 31 678    | 862      | 57,5 %  | 41,4 %  | 1,1 %  |
| 1947  | 33 929    | 46 605    | 254      | 42,0 %  | 57,7 %  | 0,3 %  |

### Auderghem
La commune d'Auderghem faisait jusqu'en 1862 partie de la commune de Watermael-Boitsfort. De ce fait, il n'y a pas de chiffres pour le recensement de 1846.
Langues connues
| Année | uniq. NL Nombre | NL & FR Nombre | uniq. FR Nombre | FR & D Nombre | uniq. D Nombre | D & NL Nombre | NL & F & D Nombre | aucune Nombre | uniq. NL Part | NL & FR Part | uniq. FR Part | FR & D Part | uniq. D Part | D & NL Part | NL& FR & D Part |
| ----- | --------------- | -------------- | --------------- | ------------- | -------------- | ------------- | ----------------- | ------------- | ------------- | ------------ | ------------- | ----------- | ------------ | ----------- | --------------- |
| 1846  |                 |                |                 |               |                |               |                   |               |               |              |               |             |              |             |                 |
| 1866  | 1 402           | 146            | 49              | 0             | 5              | 0             | 0                 | 0             | 87,5 %        | 9,1 %        | 3,1 %         | 0,0 %       | 0,3 %        | 0,0 %       | 0,0 %           |
| 1880  | 1 871           | 341            | 68              | 5             | 0              | 2             | 3                 | 0             | 81,7 %        | 14,9 %       | 3,0 %         | 0,2 %       | 0,0 %        | 0,1 %       | 0,1 %           |
| 1890  | 2 284           | 752            | 175             | 9             | 15             | 4             | 37                | 1             | 69,7 %        | 23,0 %       | 5,3 %         | 0,3 %       | 0,5 %        | 0,1 %       | 1,1 %           |
| 1900  | 2 929           | 1 024          | 397             | 14            | 9              | 4             | 47                | 261           | 66,2 %        | 23,1 %       | 9,0 %         | 0,3 %       | 0,2 %        | 0,1 %       | 1,1 %           |
| 1910  | 3 757           | 2 157          | 1 121           | 46            | 8              | 5             | 55                | 371           | 52,6 %        | 30,2 %       | 15,7 %        | 0,6 %       | 0,1 %        | 0,1 %       | 0,8 %           |
| 1920  | 1 830           | 5 093          | 1 690           | 13            | 6              | 1             | 70                | 405           | 21,0 %        | 58,5 %       | 19,4 %        | 0,1 %       | 0,1 %        | 0,0 %       | 0,8 %           |
| 1930  | 2 539           | 6 182          | 4 558           | 76            | 12             | 15            | 171               | 537           | 18,7 %        | 45,6 %       | 33,6 %        | 0,6 %       | 0,1 %        | 0,1 %       | 1,3 %           |
| 1947  | 1 683           | 8 559          | 6 821           | 190           | 5              | 24            | 782               | 576           | 9,3 %         | 47,4 %       | 37,8 %        | 1,1 %       | 0,0 %        | 0,1 %       | 4,3 %           |

Langue exclusivement ou la plus fréquemment parlée.
| Année | NL Nombre | FR Nombre | D Nombre | NL Part | FR Part | D Part |
| ----- | --------- | --------- | -------- | ------- | ------- | ------ |
| 1910  | 5 390     | 1 710     | 49       | 75,4 %  | 23,9 %  | 0,7 %  |
| 1920  | 5 467     | 3 230     | 6        | 62,8 %  | 37,1 %  | 0,1 %  |
| 1930  | 5 882     | 7 627     | 34       | 43,4 %  | 56,3 %  | 0,3 %  |
| 1947  | 4 870     | 12 591    | 22       | 27,9 %  | 72,0 %  | 0,1 %  |

### Berchem-Sainte-Agathe
La commune de Berchem-Sainte-Agathe ne fut intégrée dans l'agglomération bilingue de Bruxelles qu'en 1954 sur base des résultats du dernier recensement linguistique de 1947.
Langues connues
| Année | uniq. NL Nombre | NL & FR Nombre | uniq. FR Nombre | FR & D Nombre | uniq. D Nombre | D & NL Nombre | NL & F & D Nombre | aucune Nombre | uniq. NL Part | NL & FR Part | uniq. FR Part | FR & D Part | uniq. D Part | D & NL Part | NL & FR & D Part |
| ----- | --------------- | -------------- | --------------- | ------------- | -------------- | ------------- | ----------------- | ------------- | ------------- | ------------ | ------------- | ----------- | ------------ | ----------- | ---------------- |
| 1846  | 657             |                | 15              |               | 0              |               |                   |               | 97,8 %        |              | 2,2 %         |             | 0,0 %        |             |                  |
| 1866  | 691             | 74             | 0               | 0             | 0              | 0             | 0                 | 0             | 90,3 %        | 9,7 %        | 0,0 %         | 0,0 %       | 0,0 %        | 0,0 %       | 0,0 %            |
| 1880  | 970             | 60             | 12              | 0             | 0              | 0             | 0                 | 0             | 93,1 %        | 5,8 %        | 1,2 %         | 0,0 %       | 0,0 %        | 0,0 %       | 0,0 %            |
| 1890  | 1 031           | 203            | 28              | 0             | 0              | 0             | 2                 | 2             | 81,6 %        | 16,1 %       | 2,2 %         | 0,0 %       | 0,0 %        | 0,0 %       | 0,2 %            |
| 1900  | 1 453           | 187            | 46              | 3             | 1              | 2             | 12                | 141           | 85,3 %        | 11,0 %       | 2,7 %         | 0,2 %       | 0,1 %        | 0,1 %       | 0,7 %            |
| 1910  | 2 173           | 521            | 128             | 2             | 2              | 8             | 20                | 168           | 76,1 %        | 18,3 %       | 4,5 %         | 0,1 %       | 0,1 %        | 0,3 %       | 0,7 %            |
| 1920  | 1 907           | 1 434          | 320             | 6             | 2              | 0             | 42                | 140           | 51,4 %        | 38,6 %       | 8,6 %         | 0,2 %       | 0,1 %        | 0,0 %       | 1,1 %            |
| 1930  | 2 427           | 2 964          | 1 622           | 38            | 6              | 4             | 96                | 202           | 33,9 %        | 41,4 %       | 22,7 %        | 0,5 %       | 0,1 %        | 0,1 %       | 1,3 %            |
| 1947  | 2 162           | 5 597          | 2 524           | 62            | 4              | 11            | 538               | 282           | 19,8 %        | 51,4 %       | 23,2 %        | 0,6 %       | 0,0 %        | 0,1 %       | 4,9 %            |

Langue exclusivement ou la plus fréquemment parlée.
| Année | NL Nombre | FR Nombre | D Nombre | NL Part | FR Part | D Part |
| ----- | --------- | --------- | -------- | ------- | ------- | ------ |
| 1910  | 2 177     | 649       | 28       | 76,3 %  | 22,7 %  | 1,0 %  |
| 1920  | 2 940     | 768       | 3        | 79,2 %  | 20,7 %  | 0,1 %  |
| 1930  | 3 799     | 3 334     | 24       | 53,1 %  | 46,6 %  | 0,3 %  |
| 1947  | 4 805     | 6 072     | 9        | 44,1 %  | 55,8 %  | 0,1 %  |

### Bruxelles-ville
Langues connues
| Année | uniq. NL Nombre | NL & FR Nombre | uniq. FR Nombre | FR & D Nombre | uniq. D Nombre | D & NL Nombre | NL & F & D Nombre | aucune Nombre | uniq. NL Part | NL & FR Part | uniq. FR Part | FR & D Part | uniq. D Part | D & NL Part | NL& FR & D Part |
| ----- | --------------- | -------------- | --------------- | ------------- | -------------- | ------------- | ----------------- | ------------- | ------------- | ------------ | ------------- | ----------- | ------------ | ----------- | --------------- |
| 1846  | 74 680          |                | 47 534          |               | 966            |               |                   |               | 60,6 %        |              | 38,6 %        |             | 0,8 %        |             |                 |
| 1866  | 61 787          | 60 596         | 31 693          | 987           | 952            | 240           | 1 085             | 471           | 39,3 %        | 38,5 %       | 20,1 %        | 0,6 %       | 0,6 %        | 0,2 %       | 0,7 %           |
| 1880  | 59 212          | 48 752         | 40 741          | 1 930         | 1 700          | 190           | 1 815             | 1 595         | 38,4 %        | 31,6 %       | 26,4 %        | 1,3 %       | 1,1 %        | 0,1 %       | 1,2 %           |
| 1890  | 40 502          | 90 420         | 35 505          | 3 010         | 910            | 292           | 5 226             | 273           | 23,0 %        | 51,4 %       | 20,2 %        | 1,7 %       | 0,5 %        | 0,2 %       | 3,0 %           |
| 1900  | 36 309          | 87 897         | 42 371          | 3 738         | 1 137          | 227           | 4 961             | 7 096         | 20,6 %        | 49,8 %       | 24,0 %        | 2,1 %       | 0,6 %        | 0,1 %       | 2,8 %           |
| 1910  | 29 081          | 85 414         | 47 385          | 4 265         | 1 247          | 230           | 4 537             | 4 899         | 16,9 %        | 49,6 %       | 27,5 %        | 2,5 %       | 0,7 %        | 0,1 %       | 2,6 %           |
| 1920  | 12 744          | 83 267         | 50 790          | 915           | 43             | 32            | 2 552             | 4 458         | 8,5 %         | 55,4 %       | 33,8 %        | 0,6 %       | 0,0 %        | 0,0 %       | 1,7 %           |
| 1930  | 25 858          | 95 991         | 67 408          | 2 052         | 517            | 210           | 3 303             | 5 094         | 13,2 %        | 49,1 %       | 34,5 %        | 1,1 %       | 0,3 %        | 0,1 %       | 1,7 %           |
| 1947  | 17 788          | 83 260         | 65 219          | 3 289         | 358            | 445           | 9 790             | 4 689         | 9,9 %         | 46,2 %       | 36,2 %        | 1,8 %       | 0,2 %        | 0,2 %       | 5,4 %           |

Langue exclusivement ou la plus fréquemment parlée.
| Année | NL Nombre | FR Nombre | D Nombre | NL Part | FR Part | D Part |
| ----- | --------- | --------- | -------- | ------- | ------- | ------ |
| 1910  | 79 228    | 89 517    | 3 434    | 46,0 %  | 52,0 %  | 2,0 %  |
| 1920  | 49 135    | 101 096   | 110      | 32,7 %  | 67,2 %  | 0,1 %  |
| 1930  | 69 524    | 124 769   | 1 036    | 35,6 %  | 63,9 %  | 0,5 %  |
| 1947  | 44 928    | 132 986   | 659      | 25,2 %  | 74,5 %  | 0,4 %  |

### Etterbeek
Langues connues
| Année | uniq. NL Nombre | NL & FR Nombre | uniq. FR Nombre | FR & D Nombre | uniq. D Nombre | D & NL Nombre | NL & F & D Nombre | aucune Nombre | uniq.NL Part | NL & FR Part | uniq.FR Part | FR & D Part | uniq.D Part | D & NL Part | NL& FR & D Part |
| ----- | --------------- | -------------- | --------------- | ------------- | -------------- | ------------- | ----------------- | ------------- | ------------ | ------------ | ------------ | ----------- | ----------- | ----------- | --------------- |
| 1846  | 2 965           |                | 91              |               | 5              |               |                   |               | 96,9 %       |              | 3,0 %        |             | 0,2 %       |             |                 |
| 1866  | 3 528           | 513            | 515             | 17            | 25             | 3             | 3                 | 7             | 76,6 %       | 11,1 %       | 11,2 %       | 0,4 %       | 0,5 %       | 0,1 %       | 0,1 %           |
| 1880  | 4 679           | 3 382          | 2 649           | 117           | 53             | 8             | 109               | 8             | 42,5 %       | 30,8 %       | 24,1 %       | 1,1 %       | 0,5 %       | 0,1 %       | 1,0 %           |
| 1890  | 4 856           | 7 727          | 4 606           | 170           | 33             | 23            | 313               | 7             | 27,4 %       | 43,6 %       | 26,0 %       | 1,0 %       | 0,2 %       | 0,1 %       | 1,8 %           |
| 1900  | 4 917           | 8 845          | 5 459           | 204           | 41             | 11            | 377               | 964           | 24,8 %       | 44,6 %       | 27,5 %       | 1,0 %       | 0,2 %       | 0,1 %       | 1,9 %           |
| 1910  | 6 596           | 13 166         | 11 107          | 405           | 45             | 38            | 629               | 1 241         | 20,6 %       | 41,2 %       | 34,7 %       | 1,3 %       | 0,1 %       | 0,1 %       | 2,0 %           |
| 1920  | 4 566           | 16 515         | 16 732          | 135           | 12             | 2             | 501               | 1 350         | 11,9 %       | 42,9 %       | 43,5 %       | 0,4 %       | 0,0 %       | 0,0 %       | 1,3 %           |
| 1930  | 3 615           | 16 740         | 22 660          | 484           | 47             | 20            | 624               | 1 138         | 8,2 %        | 37,9 %       | 51,3 %       | 1,1 %       | 0,1 %       | 0,0 %       | 1,4 %           |
| 1947  | 2 261           | 19 307         | 23 677          | 879           | 29             | 55            | 2 480             | 1 352         | 4,6 %        | 39,7 %       | 48,6 %       | 1,8 %       | 0,1 %       | 0,1 %       | 5,1 %           |

Langue exclusivement ou la plus fréquemment parlée.
| Année | NL Nombre | FR Nombre | D Nombre | NL Part | FR Part | D Part |
| ----- | --------- | --------- | -------- | ------- | ------- | ------ |
| 1910  | 13 766    | 18 047    | 163      | 43,1 %  | 56,4 %  | 0,5 %  |
| 1920  | 11 689    | 26 749    | 25       | 30,4 %  | 69,5 %  | 0,1 %  |
| 1930  | 10 263    | 33 702    | 123      | 23,3 %  | 76,4 %  | 0,3 %  |
| 1947  | 7 081     | 39 239    | 73       | 15,3 %  | 84,6 %  | 0,2 %  |

### Evere
La commune de Evere ne fut intégrée à l'agglomération bilingue de Bruxelles qu'en 1954 sur base des résultats du dernier recensement linguistique de 1947.
Langues connues
| Année | uniq. NL Nombre | NL & FR Nombre | uniq. FR Nombre | FR & D Nombre | uniq. D Nombre | D & NL Nombre | NL & F & D Nombre | aucune Nombre | uniq. NL Part | NL & FR Part | uniq. FR Part | FR & D Part | uniq. D Part | D & NL Part | NL& FR & D Part |
| ----- | --------------- | -------------- | --------------- | ------------- | -------------- | ------------- | ----------------- | ------------- | ------------- | ------------ | ------------- | ----------- | ------------ | ----------- | --------------- |
| 1846  | 1 370           |                | 1               |               | 0              |               |                   |               | 99,9 %        |              | 0,1 %         |             | 0,0 %        |             |                 |
| 1866  | 1 386           | 140            | 7               | 1             | 0              | 1             | 2                 | 0             | 90,2 %        | 9,1 %        | 0,5 %         | 0,1 %       | 0,0 %        | 0,1 %       | 0,1 %           |
| 1880  | 1 678           | 372            | 32              | 0             | 2              | 0             | 1                 | 0             | 80,5 %        | 17,8 %       | 1,5 %         | 0,0 %       | 0,1 %        | 0,0 %       | 0,0 %           |
| 1890  | 2 202           | 496            | 69              | 2             | 8              | 0             | 6                 | 3             | 79,1 %        | 17,8 %       | 2,5 %         | 0,1 %       | 0,3 %        | 0,0 %       | 0,2 %           |
| 1900  | 2 628           | 733            | 220             | 11            | 0              | 0             | 19                | 261           | 72,8 %        | 20,3 %       | 6,1 %         | 0,3 %       | 0,0 %        | 0,0 %       | 0,5 %           |
| 1910  | 3 560           | 1 653          | 452             | 10            | 18             | 12            | 46                | 280           | 61,9 %        | 28,7 %       | 7,9 %         | 0,2 %       | 0,3 %        | 0,2 %       | 0,8 %           |
| 1920  | 3 623           | 2 542          | 693             | 8             | 0              | 1             | 49                | 276           | 52,4 %        | 36,8 %       | 10,0 %        | 0,1 %       | 0,0 %        | 0,0 %       | 0,7 %           |
| 1930  | 3 751           | 4 328          | 1 450           | 28            | 7              | 9             | 92                | 351           | 38,8 %        | 44,8 %       | 15,0 %        | 0,3 %       | 0,1 %        | 0,1 %       | 1,0 %           |
| 1947  | 3 327           | 7 653          | 3 100           | 88            | 7              | 21            | 621               | 460           | 22,5 %        | 51,7 %       | 20,9 %        | 0,6 %       | 0,0 %        | 0,1 %       | 4,2 %           |

Langue exclusivement ou la plus fréquemment parlée.
| Année | NL Nombre | FR Nombre | D Nombre | NL Part | FR Part | D Part |
| ----- | --------- | --------- | -------- | ------- | ------- | ------ |
| 1910  | 4 855     | 864       | 32       | 84,4 %  | 15,0 %  | 0,6 %  |
| 1920  | 5 575     | 1 340     | 1        | 80,6 %  | 19,4 %  | 0,0 %  |
| 1930  | 6 701     | 2 941     | 21       | 69,3 %  | 30,4 %  | 0,2 %  |
| 1947  | 7 370     | 7 406     | 22       | 49,8 %  | 50,0 %  | 0,1 %  |

### Forest
Langues connues
| Année | uniq. NL Nombre | NL & FR Nombre | uniq. FR Nombre | FR & D Nombre | uniq. D Nombre | D & NL Nombre | NL & F & D Nombre | aucune Nombre | uniq. NL Part | NL & FR Part | uniq. FR Part | FR & D Part | uniq. D Part | D & NL Part | NL& FR & D Part |
| ----- | --------------- | -------------- | --------------- | ------------- | -------------- | ------------- | ----------------- | ------------- | ------------- | ------------ | ------------- | ----------- | ------------ | ----------- | --------------- |
| 1846  | 1 220           |                | 97              |               | 5              |               |                   |               | 92,3 %        |              | 7,3 %         |             | 0,4 %        |             |                 |
| 1866  | 1 782           | 260            | 129             | 3             | 3              | 3             | 4                 | 0             | 81,6 %        | 11,9 %       | 5,9 %         | 0,1 %       | 0,1 %        | 0,1 %       | 0,2 %           |
| 1880  | 2 674           | 830            | 389             | 14            | 9              | 11            | 49                | 0             | 67,3 %        | 20,9 %       | 9,8 %         | 0,4 %       | 0,2 %        | 0,3 %       | 1,2 %           |
| 1890  | 2 710           | 2 216          | 753             | 37            | 43             | 11            | 114               | 1             | 46,1 %        | 37,7 %       | 12,8 %        | 0,6 %       | 0,7 %        | 0,2 %       | 1,9 %           |
| 1900  | 3 487           | 3 319          | 1 770           | 107           | 31             | 15            | 207               | 573           | 39,0 %        | 37,1 %       | 19,8 %        | 1,2 %       | 0,3 %        | 0,2 %       | 2,3 %           |
| 1910  | 5 247           | 8 756          | 7 975           | 413           | 207            | 38            | 532               | 1 060         | 22,6 %        | 37,8 %       | 34,4 %        | 1,8 %       | 0,9 %        | 0,2 %       | 2,3 %           |
| 1920  | 4 066           | 12 942         | 12 142          | 119           | 13             | 1             | 519               | 1 350         | 13,6 %        | 43,4 %       | 40,7 %        | 0,4 %       | 0,0 %        | 0,0 %       | 1,7 %           |
| 1930  | 3 671           | 16 191         | 17 391          | 471           | 101            | 23            | 664               | 1 082         | 9,5 %         | 42,0 %       | 45,2 %        | 1,2 %       | 0,3 %        | 0,1 %       | 1,7 %           |
| 1947  | 2 650           | 19 381         | 20 685          | 826           | 75             | 71            | 2 426             | 1 256         | 5,7 %         | 42,0 %       | 44,9 %        | 1,8 %       | 0,2 %        | 0,2 %       | 5,3 %           |

Langue exclusivement ou la plus fréquemment parlée.
| Année | NL Nombre | FR Nombre | D Nombre | NL Part | FR Part | D Part |
| ----- | --------- | --------- | -------- | ------- | ------- | ------ |
| 1910  | 9 025     | 13 716    | 427      | 39,0 %  | 59,2 %  | 1,8 %  |
| 1920  | 9 780     | 19 908    | 24       | 32,9 %  | 67,0 %  | 0,1 %  |
| 1930  | 11 234    | 27 011    | 249      | 29,2 %  | 70,2 %  | 0,6 %  |
| 1947  | 8 133     | 37 220    | 126      | 17,9 %  | 81,8 %  | 0,3 %  |

### Ganshoren
La commune de Ganshoren ne fut intégrée à l'agglomération bilingue de Bruxelles qu'en 1954 sur base des résultats du dernier recensement linguistique de 1947.
Langues connues
| Année | uniq. NL Nombre | NL & FR Nombre | uniq. FR Nombre | FR & D Nombre | uniq. D Nombre | D & NL Nombre | NL & F & D Nombre | aucune Nombre | uniq. NL Part | NL & FR Part | uniq. FR Part | FR & D Part | uniq. D Part | D & NL Part | NL & FR & D Part |
| ----- | --------------- | -------------- | --------------- | ------------- | -------------- | ------------- | ----------------- | ------------- | ------------- | ------------ | ------------- | ----------- | ------------ | ----------- | ---------------- |
| 1846  | 1 015           |                | 0               |               | 0              |               |                   |               | 100,0 %       |              |               |             |              |             |                  |
| 1866  | 1 070           | 46             | 3               | 0             | 0              | 0             | 0                 | 0             | 95,6 %        | 4,1 %        | 0,3 %         | 0,0 %       | 0,0 %        | 0,0 %       | 0,0 %            |
| 1880  | 1 338           | 101            | 25              | 1             | 0              | 0             | 0                 | 0             | 91,3 %        | 6,9 %        | 1,7 %         | 0,1 %       | 0,0 %        | 0,0 %       | 0,0 %            |
| 1890  | 1 949           | 98             | 40              | 4             | 0              | 0             | 7                 | 0             | 92,9 %        | 4,7 %        | 1,9 %         | 0,2 %       | 0,0 %        | 0,0 %       | 0,3 %            |
| 1900  | 2 371           | 221            | 90              | 2             | 4              | 0             | 9                 | 175           | 87,9 %        | 8,2 %        | 3,3 %         | 0,1 %       | 0,1 %        | 0,0 %       | 0,3 %            |
| 1910  | 2 895           | 639            | 414             | 29            | 2              | 6             | 39                | 167           | 71,9 %        | 15,9 %       | 10,3 %        | 0,7 %       | 0,0 %        | 0,1 %       | 1,0 %            |
| 1920  | 2 254           | 1 252          | 706             | 1             | 0              | 0             | 26                | 212           | 53,2 %        | 29,5 %       | 16,7 %        | 0,0 %       | 0,0 %        | 0,0 %       | 0,6 %            |
| 1930  | 2 600           | 1 659          | 1 051           | 19            | 2              | 1             | 44                | 151           | 48,4 %        | 30,9 %       | 19,5 %        | 0,4 %       | 0,0 %        | 0,0 %       | 0,8 %            |
| 1947  | 1 824           | 4 165          | 2 304           | 75            | 16             | 11            | 460               | 237           | 20,6 %        | 47,0 %       | 26,0 %        | 0,8 %       | 0,2 %        | 0,1 %       | 5,2 %            |

Langue exclusivement ou la plus fréquemment parlée.
| Année | NL Nombre | FR Nombre | D Nombre | NL Part | FR Part | D Part |
| ----- | --------- | --------- | -------- | ------- | ------- | ------ |
| 1910  | 3 271     | 734       | 19       | 81,3 %  | 18,2 %  | 0,5 %  |
| 1920  | 3 102     | 1 137     | 0        | 73,2 %  | 26,8 %  | 0,0 %  |
| 1930  | 3 481     | 1 890     | 4        | 64,8 %  | 35,2 %  | 0,1 %  |
| 1947  | 3 874     | 4 947     | 20       | 43,8 %  | 56,0 %  | 0,2 %  |

### Haren
La commune de Haren fut intégrée dans la ville de Bruxelles en 1921, de ce fait il n'y a pas de chiffres pour les recensements de 1930 et 1947.
Langues connues
| Année | uniq. NL Nombre | NL & FR Nombre | uniq. FR Nombre | FR & D Nombre | uniq. D Nombre | D & NL Nombre | NL & F & D Nombre | aucune Nombre | uniq. NL Part | NL & FR Part | uniq. FR Part | FR & D Part | uniq. D Part | D & NL Part | NL& FR & D Part |
| ----- | --------------- | -------------- | --------------- | ------------- | -------------- | ------------- | ----------------- | ------------- | ------------- | ------------ | ------------- | ----------- | ------------ | ----------- | --------------- |
| 1846  | 770             |                | 4               |               | 0              |               |                   |               | 99,5 %        |              | 0,5 %         |             |              |             |                 |
| 1866  | 726             | 26             | 6               | 0             | 0              | 0             | 0                 | 44            | 95,8 %        | 3,4 %        | 0,8 %         | 0,0 %       | 0,0 %        | 0,0 %       | 0,0 %           |
| 1880  | 1 002           | 37             | 0               | 0             | 0              | 0             | 0                 | 0             | 96,4 %        | 3,6 %        | 0,0 %         | 0,0 %       | 0,0 %        | 0,0 %       | 0,0 %           |
| 1890  | 1 273           | 131            | 32              | 0             | 2              | 1             | 6                 | 0             | 88,1 %        | 9,1 %        | 2,2 %         | 0,0 %       | 0,1 %        | 0,1 %       | 0,4 %           |
| 1900  | 1 485           | 235            | 35              | 0             | 0              | 1             | 14                | 130           | 83,9 %        | 13,3 %       | 2,0 %         | 0,0 %       | 0,0 %        | 0,1 %       | 0,8 %           |
| 1910  | 2 396           | 333            | 64              | 4             | 4              | 1             | 15                | 183           | 85,1 %        | 11,8 %       | 2,3 %         | 0,1 %       | 0,1 %        | 0,0 %       | 0,5 %           |
| 1920  | 2 615           | 438            | 140             | 1             | 0              | 0             | 2                 | 151           | 81,8 %        | 13,7 %       | 4,4 %         | 0,0 %       | 0,0 %        | 0,0 %       | 0,1 %           |
| 1930  |                 |                |                 |               |                |               |                   |               |               |              |               |             |              |             |                 |
| 1947  |                 |                |                 |               |                |               |                   |               |               |              |               |             |              |             |                 |

Langue exclusivement ou la plus fréquemment parlée.
| Année | NL Nombre | FR Nombre | D Nombre | NL Part | FR Part | D Part |
| ----- | --------- | --------- | -------- | ------- | ------- | ------ |
| 1910  | 2 678     | 133       | 6        | 95,1 %  | 4,7 %   | 0,2 %  |
| 1920  | 2 985     | 211       | 0        | 93,4 %  | 6,6 %   | 0,0 %  |
| 1930  |           |           |          |         |         |        |
| 1947  |           |           |          |         |         |        |

### Ixelles
Langues connues
| Année | uniq. NL Nombre | NL & FR Nombre | uniq. FR Nombre | FR & D Nombre | uniq. D Nombre | D & NL Nombre | NL & F & D Nombre | aucune Nombre | uniq. NL Part | NL & FR Part | uniq. FR Part | FR & D Part | uniq. D Part | D & NL Part | NL& FR & D Part |
| ----- | --------------- | -------------- | --------------- | ------------- | -------------- | ------------- | ----------------- | ------------- | ------------- | ------------ | ------------- | ----------- | ------------ | ----------- | --------------- |
| 1846  | 7 493           |                | 6 407           |               | 70             |               |                   |               | 53,6 %        |              | 45,9 %        |             | 0,5 %        |             |                 |
| 1866  | 6 349           | 5 755          | 10 183          | 281           | 182            | 13            | 106               | 336           | 27,6 %        | 25,2 %       | 44,5 %        | 1,2 %       | 0,8 %        | 0,1 %       | 0,5 %           |
| 1880  | 7 581           | 7 764          | 17 481          | 594           | 370            | 30            | 339               | 411           | 22,2 %        | 22,7 %       | 51,2 %        | 1,7 %       | 1,1 %        | 0,1 %       | 1,0 %           |
| 1890  | 4 645           | 15 232         | 22 181          | 932           | 151            | 88            | 1 099             | 169           | 10,5 %        | 34,4 %       | 50,0 %        | 2,1 %       | 0,3 %        | 0,2 %       | 2,5 %           |
| 1900  | 3 925           | 20 977         | 27 833          | 1 331         | 244            | 100           | 1 597             | 2 586         | 7,0 %         | 37,5 %       | 49,7 %        | 2,4 %       | 0,4 %        | 0,2 %       | 2,9 %           |
| 1910  | 6 733           | 19 799         | 39 473          | 2 079         | 480            | 76            | 1 807             | 2 544         | 9,6 %         | 28,1 %       | 56,0 %        | 3,0 %       | 0,7 %        | 0,1 %       | 2,6 %           |
| 1920  | 3 504           | 26 005         | 47 373          | 832           | 26             | 7             | 1 289             | 2 209         | 4,4 %         | 32,9 %       | 59,9 %        | 1,1 %       | 0,0 %        | 0,0 %       | 1,6 %           |
| 1930  | 3 505           | 22 280         | 52 926          | 1 736         | 128            | 8             | 1 355             | 1 974         | 4,3 %         | 27,2 %       | 64,6 %        | 2,1 %       | 0,2 %        | 0,0 %       | 1,7 %           |
| 1947  | 2 529           | 25 863         | 52 528          | 2 624         | 220            | 99            | 4 519             | 2 329         | 2,9 %         | 29,3 %       | 59,4 %        | 3,0 %       | 0,2 %        | 0,1 %       | 5,1 %           |

Langue exclusivement ou la plus fréquemment parlée.
| Année | NL Nombre | FR Nombre | D Nombre | NL Part | FR Part | D Part |
| ----- | --------- | --------- | -------- | ------- | ------- | ------ |
| 1910  | 14 760    | 54 147    | 1 540    | 21,0 %  | 76,9 %  | 2,2 %  |
| 1920  | 10 200    | 68 750    | 86       | 12,9 %  | 87,0 %  | 0,1 %  |
| 1930  | 9 255     | 72 319    | 364      | 11,3 %  | 88,3 %  | 0,4 %  |
| 1947  | 8 648     | 79 256    | 394      | 9,8 %   | 89,8 %  | 0,4 %  |

### Jette
Langues connues
| Année | uniq. NL Nombre | NL & FR Nombre | uniq. FR Nombre | FR & D Nombre | uniq. D Nombre | D & NL Nombre | NL & F & D Nombre | aucune Nombre | uniq. NL Part | NL & FR Part | uniq. FR Part | FR & D Part | uniq; D Part | D & NL Part | NL& FR & D Part |
| ----- | --------------- | -------------- | --------------- | ------------- | -------------- | ------------- | ----------------- | ------------- | ------------- | ------------ | ------------- | ----------- | ------------ | ----------- | --------------- |
| 1846  | 1 729           |                | 252             |               | 0              |               |                   |               | 87,3 %        |              | 12,7 %        |             |              |             |                 |
| 1866  | 1 839           | 286            | 132             | 1             | 0              | 1             | 2                 | 0             | 81,3 %        | 12,6 %       | 5,8 %         | 0,0 %       | 0,0 %        | 0,0 %       | 0,1 %           |
| 1880  | 3 652           | 379            | 316             | 8             | 24             | 2             | 14                | 7             | 83,1 %        | 8,6 %        | 7,2 %         | 0,2 %       | 0,5 %        | 0,0 %       | 0,3 %           |
| 1890  | 4 273           | 1 673          | 504             | 49            | 6              | 8             | 122               | 0             | 64,4 %        | 25,2 %       | 7,6 %         | 0,7 %       | 0,1 %        | 0,1 %       | 0,8 %           |
| 1900  | 4 969           | 3 403          | 882             | 67            | 24             | 10            | 166               | 532           | 52,2 %        | 35,7 %       | 9,3 %         | 0,7 %       | 0,3 %        | 0,1 %       | 1,7 %           |
| 1910  | 7 775           | 4 191          | 1 811           | 110           | 42             | 39            | 227               | 587           | 54,8 %        | 29,5 %       | 12,8 %        | 0,8 %       | 0,3 %        | 0,3 %       | 1,6 %           |
| 1920  | 7 018           | 5 907          | 2 118           | 34            | 6              | 1             | 153               | 872           | 46,1 %        | 38,8 %       | 13,9 %        | 0,2 %       | 0,0 %        | 0,0 %       | 1,0 %           |
| 1930  | 6 180           | 10 519         | 4 381           | 102           | 5              | 15            | 350               | 674           | 28,7 %        | 48,8 %       | 20,3 %        | 0,5 %       | 0,0 %        | 0,1 %       | 1,6 %           |
| 1947  | 4 579           | 15 348         | 6 966           | 238           | 11             | 38            | 1 564             | 740           | 15,9 %        | 53,4 %       | 24,2 %        | 0,8 %       | 0,0 %        | 0,1 %       | 5,4 %           |

Langue exclusivement ou la plus fréquemment parlée.
| Année | NL Nombre | FR Nombre | D Nombre | NL Part | FR Part | D Part |
| ----- | --------- | --------- | -------- | ------- | ------- | ------ |
| 1910  | 10 861    | 3 205     | 129      | 76,5 %  | 22,6 %  | 0,9 %  |
| 1920  | 10 859    | 4 361     | 20       | 71,3 %  | 28,6 %  | 0,1 %  |
| 1930  | 12 362    | 9 164     | 17       | 57,4 %  | 42,5 %  | 0,1 %  |
| 1947  | 11 773    | 16 669    | 45       | 41,3 %  | 58,5 %  | 0,2 %  |

### Koekelberg
Langues connues
| Année | uniq. NL Nombre | NL & FR Nombre | uniq. FR Nombre | FR & D Nombre | uniq. D Nombre | D & NL Nombre | NL & F & D Nombre | aucune Nombre | uniq. NL Part | NL & FR Part | uniq. FR Part | FR & D Part | uniq. D Part | D & NL Part | NL& FR & D Part |
| ----- | --------------- | -------------- | --------------- | ------------- | -------------- | ------------- | ----------------- | ------------- | ------------- | ------------ | ------------- | ----------- | ------------ | ----------- | --------------- |
| 1846  | 2 143           |                | 33              |               | 12             |               |                   |               | 97,9 %        |              | 1,5 %         |             | 0,5 %        |             |                 |
| 1866  | 2 978           | 493            | 58              | 8             | 2              | 0             | 15                | 0             | 83,5 %        | 13,9 %       | 1,6 %         | 0,2 %       | 0,1 %        | 0,0 %       | 0,4 %           |
| 1880  | 3 445           | 980            | 47              | 17            | 8              | 8             | 21                | 0             | 76,1 %        | 21,7 %       | 1,0 %         | 0,4 %       | 0,2 %        | 0,2 %       | 0,5 %           |
| 1890  | 4 666           | 1 184          | 307             | 17            | 24             | 8             | 66                | 0             | 74,4 %        | 18,9 %       | 4,9 %         | 0,3 %       | 0,4 %        | 0,1 %       | 1,1 %           |
| 1900  | 4 942           | 3 775          | 1 058           | 47            | 16             | 60            | 182               | 570           | 49,0 %        | 37,5 %       | 10,5 %        | 0,5 %       | 0,2 %        | 0,6 %       | 1,8 %           |
| 1910  | 5 702           | 4 378          | 1 770           | 63            | 22             | 34            | 224               | 557           | 46,8 %        | 35,9 %       | 14,5 %        | 0,5 %       | 0,2 %        | 0,3 %       | 1,8 %           |
| 1920  | 4 479           | 5 504          | 1 948           | 29            | 2              | 3             | 108               | 429           | 37,1 %        | 45,6 %       | 16,1 %        | 0,2 %       | 0,0 %        | 0,0 %       | 0,9 %           |
| 1930  | 3 240           | 7 290          | 2 679           | 78            | 8              | 7             | 226               | 378           | 24,0 %        | 53,9 %       | 19,8 %        | 0,6 %       | 0,1 %        | 0,1 %       | 1,7 %           |
| 1947  | 2 097           | 8 351          | 3 227           | 148           | 18             | 39            | 854               | 369           | 14,2 %        | 56,7 %       | 21,9 %        | 1,0 %       | 0,1 %        | 0,3 %       | 5,8 %           |

Langue exclusivement ou la plus fréquemment parlée.
| Année | NL Nombre | FR Nombre | D Nombre | NL Part | FR Part | D Part |
| ----- | --------- | --------- | -------- | ------- | ------- | ------ |
| 1910  | 8 389     | 3 723     | 81       | 68,8 %  | 30,5 %  | 0,7 %  |
| 1920  | 7 620     | 4 445     | 8        | 63,1 %  | 36,8 %  | 0,1 %  |
| 1930  | 7 779     | 5 671     | 29       | 57,7 %  | 42,1 %  | 0,2 %  |
| 1947  | 5 866     | 8 779     | 41       | 39,9 %  | 59,8 %  | 0,3 %  |

### Laeken
La commune de Laeken fut intégrée dans la ville de Bruxelles en 1921, de ce fait il n'y a pas de chiffres pour les recensements de 1930 et 1947.
Langues connues
| Année | uniq. NL Nombre | NL & FR Nombre | uniq. FR Nombre | FR & D Nombre | uniq. D Nombre | D & NL Nombre | NL & F & D Nombre | aucune Nombre | uniq. NL Part | NL & FR Part | uniq. FR Part | FR & D Part | uniq. D Part | D & NL Part | NL& FR & D Part |
| ----- | --------------- | -------------- | --------------- | ------------- | -------------- | ------------- | ----------------- | ------------- | ------------- | ------------ | ------------- | ----------- | ------------ | ----------- | --------------- |
| 1846  | 3 131           |                | 853             |               | 18             |               |                   |               | 78,2 %        |              | 21,3 %        |             | 0,4 %        |             |                 |
| 1866  | 5 460           | 2 813          | 862             | 34            | 7              | 59            | 62                | 10            | 58,7 %        | 30,3 %       | 9,3 %         | 0,4 %       | 0,1 %        | 0,6 %       | 0,7 %           |
| 1880  | 9 129           | 5 142          | 1 970           | 86            | 113            | 27            | 120               | 90            | 55,0 %        | 31,0 %       | 11,9 %        | 0,5 %       | 0,7 %        | 0,2 %       | 0,7 %           |
| 1890  | 9 572           | 12 444         | 2 643           | 84            | 57             | 50            | 437               | 2             | 37,9 %        | 49,2 %       | 10,5 %        | 0,3 %       | 0,2 %        | 0,2 %       | 1,7 %           |
| 1900  | 11 658          | 13 195         | 3 228           | 129           | 57             | 102           | 449               | 1 620         | 40,5 %        | 45,8 %       | 11,2 %        | 0,4 %       | 0,2 %        | 0,4 %       | 1,6 %           |
| 1910  | 12 720          | 15 230         | 4 720           | 210           | 101            | 68            | 553               | 1 422         | 37,9 %        | 45,3 %       | 14,0 %        | 0,6 %       | 0,3 %        | 0,2 %       | 1,6 %           |
| 1920  | 8 295           | 23 345         | 7 008           | 90            | 4              | 10            | 496               | 1 433         | 21,1 %        | 59,5 %       | 17,9 %        | 0,2 %       | 0,0 %        | 0,0 %       | 1,3 %           |
| 1930  |                 |                |                 |               |                |               |                   |               |               |              |               |             |              |             |                 |
| 1947  |                 |                |                 |               |                |               |                   |               |               |              |               |             |              |             |                 |

Langue exclusivement ou la plus fréquemment parlée.
| Année | NL Nombre | FR Nombre | D Nombre | NL Part | FR Part | D Part |
| ----- | --------- | --------- | -------- | ------- | ------- | ------ |
| 1910  | 22 726    | 10 595    | 281      | 67,6 %  | 31,5 %  | 0,8 %  |
| 1920  | 21 427    | 17 807    | 14       | 54,6 %  | 45,4 %  | 0,0 %  |
| 1930  |           |           |          |         |         |        |
| 1947  |           |           |          |         |         |        |

### Molenbeek-Saint-Jean
Langues connues
| Année | uniq. NL Nombre | NL & FR Nombre | uniq. FR Nombre | FR & D Nombre | uniq. D Nombre | D & NL Nombre | NL & F & D Nombre | aucune Nombre | uniq. NL Part | NL & FR Part | uniq. FR Part | FR & D Part | uniq. D Part | D & NL Part | NL & FR & D Part |
| ----- | --------------- | -------------- | --------------- | ------------- | -------------- | ------------- | ----------------- | ------------- | ------------- | ------------ | ------------- | ----------- | ------------ | ----------- | ---------------- |
| 1846  | 10.121          |                | 1 856           |               | 67             |               |                   |               | 84,0 %        |              | 15,4 %        |             | 0,6 %        |             |                  |
| 1866  | 14 907          | 6 339          | 2 715           | 78            | 154            | 32            | 79                | 23            | 61,3 %        | 26,1 %       | 11,2 %        | 0,3 %       | 0,6 %        | 0,1 %       | 0,3 %            |
| 1880  | 25 256          | 8 151          | 4 629           | 224           | 520            | 63            | 182               | 193           | 64,7 %        | 20,9 %       | 11,9 %        | 0,6 %       | 1,3 %        | 0,2 %       | 0,5 %            |
| 1890  | 23 760          | 18 682         | 5 021           | 176           | 193            | 102           | 724               | 65            | 48,8 %        | 38,4 %       | 10,3 %        | 0,4 %       | 0,4 %        | 0,2 %       | 1,5 %            |
| 1900  | 23 028          | 24 358         | 6 526           | 292           | 196            | 103           | 896               | 3 046         | 41,6 %        | 44,0 %       | 11,8 %        | 0,5 %       | 0,4 %        | 0,2 %       | 1,6 %            |
| 1910  | 24 910          | 31 331         | 11 663          | 486           | 182            | 93            | 1 282             | 2 836         | 35,6 %        | 44,8 %       | 16,7 %        | 0,7 %       | 0,3 %        | 0,1 %       | 1,8 %            |
| 1920  | 19 046          | 37 031         | 11 024          | 45            | 16             | 32            | 461               | 3 570         | 28,2 %        | 54,7 %       | 16,3 %        | 0,1 %       | 0,0 %        | 0,0 %       | 0,7 %            |
| 1930  | 17 451          | 32 307         | 12 144          | 287           | 101            | 36            | 599               | 1 850         | 27,7 %        | 51,3 %       | 19,3 %        | 0,5 %       | 0,2 %        | 0,1 %       | 1,0 %            |
| 1947  | 10 637          | 36 082         | 12 211          | 419           | 64             | 149           | 2 761             | 1 599         | 17,1 %        | 57,9 %       | 19,6 %        | 0,7 %       | 0,1 %        | 0,2 %       | 4,4 %            |

Langue exclusivement ou la plus fréquemment parlée.
| Année | NL Nombre | FR Nombre | D Nombre | NL Part | FR Part | D Part |
| ----- | --------- | --------- | -------- | ------- | ------- | ------ |
| 1910  | 43 116    | 26 274    | 557      | 61,6 %  | 37,6 %  | 0,8 %  |
| 1920  | 39 106    | 28 517    | 32       | 57,8 %  | 42,2 %  | 0,0 %  |
| 1930  | 34 968    | 27 716    | 189      | 55,6 %  | 44,1 %  | 0,3 %  |
| 1947  | 26 080    | 33 090    | 116      | 44,0 %  | 55,8 %  | 0,2 %  |

### Neder-Over-Heembeek
La commune de Neder-Over-Heembeek fut intégrée dans la ville de Bruxelles en 1921, de ce fait il n'y a pas de chiffre pour les recensements de 1930 et 1947.
Langues connues
| Année | uniq. NL Nombre | NL & FR Nombre | uniq. FR Nombre | FR & D Nombre | uniq. D Nombre | D & NL Nombre | NL & F & D Nombre | aucune Nombre | uniq. NL Part | NL & FR Part | uniq. FR Part | FR & D Part | uniq. D Part | D & NL Part | NL& FR & D Part |
| ----- | --------------- | -------------- | --------------- | ------------- | -------------- | ------------- | ----------------- | ------------- | ------------- | ------------ | ------------- | ----------- | ------------ | ----------- | --------------- |
| 1846  | 1 006           |                | 10              |               | 0              |               |                   |               | 99,0 %        |              | 1,0 %         |             | 0,0 %        |             |                 |
| 1866  | 1 236           | 14             | 33              | 2             | 3              | 0             | 3                 | 1             | 95,7 %        | 1,1 %        | 2,6 %         | 0,2 %       | 0,2 %        | 0,0 %       | 0,2 %           |
| 1880  | 1 617           | 88             | 5               | 1             | 1              | 0             | 3                 | 0             | 94,3 %        | 5,1 %        | 0,3 %         | 0,1 %       | 0,1 %        | 0,0 %       | 0,2 %           |
| 1890  | 1 905           | 301            | 6               | 1             | 0              | 0             | 11                | 0             | 85,7 %        | 13,5 %       | 0,3 %         | 0,0 %       | 0,0 %        | 0,0 %       | 0,5 %           |
| 1900  | 2 119           | 273            | 11              | 0             | 0              | 1             | 2                 | 193           | 88,1 %        | 11,3 %       | 0,5 %         | 0,0 %       | 0,0 %        | 0,0 %       | 0,1 %           |
| 1910  | 3 000           | 527            | 75              | 8             | 0              | 8             | 9                 | 240           | 82,7 %        | 14,5 %       | 2,1 %         | 0,2 %       | 0,0 %        | 0,2 %       | 0,2 %           |
| 1920  | 2 754           | 1 224          | 84              | 1             | 0              | 1             | 13                | 152           | 67,5 %        | 30,0 %       | 2,1 %         | 0,0 %       | 0,0 %        | 0,0 %       | 0,3 %           |
| 1930  |                 |                |                 |               |                |               |                   |               |               |              |               |             |              |             |                 |
| 1947  |                 |                |                 |               |                |               |                   |               |               |              |               |             |              |             |                 |

Langue exclusivement ou la plus fréquemment parlée.
| Année | NL Nombre | FR Nombre | D Nombre | NL Part | FR Part | D Part |
| ----- | --------- | --------- | -------- | ------- | ------- | ------ |
| 1910  | 3 471     | 138       | 18       | 95,7 %  | 3,8 %   | 0,5 %  |
| 1920  | 3 868     | 209       | 0        | 94,9 %  | 5,1 %   | 0,0 %  |
| 1930  |           |           |          |         |         |        |
| 1947  |           |           |          |         |         |        |

### Saint-Gilles
Langues connues
| Année | uniq. NL Nombre | NL & FR Nombre | uniq. FR Nombre | FR & D Nombre | uniq. D Nombre | D & NL Nombre | NL & F & D Nombre | aucune Nombre | uniq. NL Part | NL & FR Part | uniq. FR Part | FR & D Part | uniq. D Part | D & NL Part | NL & FR & D Part |
| ----- | --------------- | -------------- | --------------- | ------------- | -------------- | ------------- | ----------------- | ------------- | ------------- | ------------ | ------------- | ----------- | ------------ | ----------- | ---------------- |
| 1846  | 3 374           |                | 668             |               | 35             |               |                   |               | 82,8 %        |              | 16,4 %        |             | 0,9 %        |             |                  |
| 1866  | 4 004           | 3 881          | 1 852           | 51            | 30             | 8             | 40                | 51            | 40,6 %        | 39,3 %       | 18,8 %        | 0,5 %       | 0,3 %        | 0,1 %       | 0,4 %            |
| 1880  | 10 565          | 7 893          | 11 720          | 309           | 307            | 21            | 308               | 107           | 33,9 %        | 25,4 %       | 37,7 %        | 1,0 %       | 1,0 %        | 0,1 %       | 1,0 %            |
| 1890  | 6 473           | 17 524         | 13 653          | 843           | 446            | 309           | 979               | 65            | 16,1 %        | 43,6 %       | 33,9 %        | 2,1 %       | 1,1 %        | 0,8 %       | 2,4 %            |
| 1900  | 6 151           | 23 015         | 17 605          | 956           | 220            | 101           | 1 320             | 2 395         | 12,5 %        | 46,6 %       | 35,7 %        | 1,9 %       | 0,4 %        | 0,2 %       | 2,7 %            |
| 1910  | 4 666           | 12 927         | 10 264          | 716           | 90             | 30            | 963               | 1 132         | 15,7 %        | 43,6 %       | 34,6 %        | 2,4 %       | 0,3 %        | 0,1 %       | 3,2 %            |
| 1920  | 5 341           | 26 509         | 29 452          | 319           | 32             | 17            | 1 488             | 1 656         | 8,5 %         | 42,0 %       | 46,6 %        | 0,5 %       | 0,1 %        | 0,0 %       | 2,4 %            |
| 1930  | 3 622           | 24 265         | 31 984          | 1 052         | 353            | 51            | 948               | 1 841         | 5,8 %         | 39,0 %       | 51,4 %        | 1,7 %       | 0,6 %        | 0,1 %       | 1,5 %            |
| 1947  | 2 070           | 23 439         | 29 711          | 1 345         | 189            | 150           | 2 905             | 1 587         | 3,5 %         | 39,2 %       | 49,7 %        | 2,2 %       | 0,3 %        | 0,3 %       | 4,9 %            |

Langue exclusivement ou la plus fréquemment parlée.
| Année | NL Nombre | FR Nombre | D Nombre | NL Part | FR Part | D Part |
| ----- | --------- | --------- | -------- | ------- | ------- | ------ |
| 1910  | 9 638     | 19 653    | 365      | 32,5 %  | 66,3 %  | 1,2 %  |
| 1920  | 11 064    | 52 023    | 71       | 17,5 %  | 82,4 %  | 0,1 %  |
| 1930  | 11 548    | 50 095    | 598      | 18,6 %  | 80,5 %  | 1,0 %  |
| 1947  | 6 894     | 50 290    | 315      | 12,0 %  | 87,5 %  | 0,5 %  |

### Saint-Josse-ten-Noode
Langues connues
| Année | uniq. NL Nombre | NL & FR Nombre | uniq. FR Nombre | FR & D Nombre | uniq. D Nombre | D & NL Nombre | NL & F & D Nombre | aucune Nombre | uniq. NL Part | NL & FR Part | uniq. FR Part | FR & D Part | uniq. D Part | D & NL Part | NL& FR & D Part |
| ----- | --------------- | -------------- | --------------- | ------------- | -------------- | ------------- | ----------------- | ------------- | ------------- | ------------ | ------------- | ----------- | ------------ | ----------- | --------------- |
| 1846  | 7 253           |                | 7 329           |               | 102            |               |                   |               | 49,4 %        |              | 49,9 %        |             | 0,7 %        |             |                 |
| 1866  | 6 887           | 7 743          | 6 329           | 247           | 248            | 29            | 244               | 184           | 31,7 %        | 35,6 %       | 29,1 %        | 1,1 %       | 1,1 %        | 0,1 %       | 1,1 %           |
| 1880  | 7 314           | 10 220         | 7 704           | 419           | 367            | 14            | 453               | 467           | 27,6 %        | 38,6 %       | 29,1 %        | 1,6 %       | 1,4 %        | 0,1 %       | 1,7 %           |
| 1890  | 4 038           | 16 233         | 7 401           | 458           | 144            | 49            | 954               | 432           | 13,8 %        | 55,4 %       | 25,3 %        | 1,6 %       | 0,5 %        | 0,2 %       | 3,3 %           |
| 1900  | 3 156           | 16 486         | 8 927           | 816           | 249            | 50            | 1 060             | 1 396         | 10,3 %        | 53,6 %       | 29,0 %        | 2,7 %       | 0,8 %        | 0,2 %       | 3,4 %           |
| 1910  | 3 349           | 14 859         | 10 547          | 1 008         | 243            | 36            | 1.035             | 788           | 10,8 %        | 47,8 %       | 33,9 %        | 3,2 %       | 0,8 %        | 0,1 %       | 3,3 %           |
| 1920  | 3 402           | 14 001         | 12 396          | 221           | 240            | 10            | 618               | 955           | 11,0 %        | 45,3 %       | 40,1 %        | 0,7 %       | 0,8 %        | 0,0 %       | 2,0 %           |
| 1930  | 1 889           | 14 302         | 12 355          | 796           | 95             | 25            | 795               | 660           | 6,2 %         | 47,3 %       | 40,8 %        | 2,6 %       | 0,3 %        | 0,1 %       | 2,6 %           |
| 1947  | 1 649           | 11 804         | 11 155          | 708           | 135            | 124           | 1 871             | 709           | 6,0 %         | 43,0 %       | 40,6 %        | 2,6 %       | 0,5 %        | 0,5 %       | 6,8 %           |

Langue exclusivement ou la plus fréquemment parlée.
| Année | NL Nombre | FR Nombre | D Nombre | NL Part | FR Part | D Part |
| ----- | --------- | --------- | -------- | ------- | ------- | ------ |
| 1910  | 8 769     | 21 553    | 755      | 28,2 %  | 69,4 %  | 2,4 %  |
| 1920  | 8 192     | 19 427    | 269      | 29,4 %  | 69,7 %  | 1,0 %  |
| 1930  | 5 895     | 24 106    | 252      | 19,5 %  | 79,7 %  | 0,8 %  |
| 1947  | 5 109     | 20 825    | 252      | 19,5 %  | 79,5 %  | 1,0 %  |

### Schaerbeek
Langues connues
| Année | uniq. NL Nombre | NL & FR Nombre | uniq. FR Nombre | FR & D Nombre | uniq. D Nombre | D & NL Nombre | NL & F & D Nombre | aucune Nombre | uniq. NL Part | NL & FR Part | uniq. FR Part | FR & D Part | uniq. D Part | D & NL Part | NL& FR & D Part |
| ----- | --------------- | -------------- | --------------- | ------------- | -------------- | ------------- | ----------------- | ------------- | ------------- | ------------ | ------------- | ----------- | ------------ | ----------- | --------------- |
| 1846  | 4 379           |                | 1 705           |               | 41             |               |                   |               | 71,5 %        |              | 27,8 %        |             | 0,7 %        |             |                 |
| 1866  | 6 994           | 6 212          | 3 739           | 103           | 96             | 14            | 231               | 1 314         | 40,2 %        | 35,7 %       | 21,5 %        | 0,6 %       | 0,6 %        | 0,1 %       | 1,3 %           |
| 1880  | 14 363          | 13 548         | 9 488           | 402           | 287            | 34            | 491               | 12            | 37,2 %        | 35,1 %       | 24,6 %        | 1,0 %       | 0,7 %        | 0,1 %       | 1,3 %           |
| 1890  | 9 973           | 27 545         | 9 697           | 685           | 165            | 155           | 1 695             | 911           | 20,0 %        | 55,2 %       | 19,4 %        | 1,4 %       | 0,3 %        | 0,3 %       | 3,4 %           |
| 1900  | 11 361          | 32 110         | 12 822          | 1 108         | 265            | 509           | 2 038             | 2 695         | 18,9 %        | 53,3 %       | 21,3 %        | 1,8 %       | 0,4 %        | 0,8 %       | 3,4 %           |
| 1910  | 13 677          | 40 525         | 20 975          | 1 794         | 294            | 103           | 2 126             | 2 986         | 17,2 %        | 51,0 %       | 26,4 %        | 2,3 %       | 0,4 %        | 0,1 %       | 2,7 %           |
| 1920  | 10 198          | 53 246         | 32 271          | 549           | 27             | 25            | 1 979             | 3 231         | 10,4 %        | 54,2 %       | 32,8 %        | 0,6 %       | 0,0 %        | 0,0 %       | 2,0 %           |
| 1930  | 11 632          | 51 277         | 47 807          | 1 727         | 306            | 95            | 2 636             | 3 242         | 10,1 %        | 44,4 %       | 41,4 %        | 1,5 %       | 0,3 %        | 0,1 %       | 2,3 %           |
| 1947  | 8 265           | 55 561         | 44 989          | 2 456         | 397            | 494           | 8 202             | 3 307         | 6,9 %         | 46,2 %       | 37,4 %        | 2,0 %       | 0,3 %        | 0,4 %       | 6,8 %           |

Langue exclusivement ou la plus fréquemment parlée.
| Année | NL Nombre | FR Nombre | D Nombre | NL Part | FR Part | D Part |
| ----- | --------- | --------- | -------- | ------- | ------- | ------ |
| 1910  | 35 948    | 42 321    | 1 225    | 45,2 %  | 53,2 %  | 1,5 %  |
| 1920  | 30 728    | 67 486    | 81       | 31,3 %  | 68,7 %  | 0,1 %  |
| 1930  | 31 302    | 83 217    | 738      | 27,2 %  | 72,2 %  | 0,6 %  |
| 1947  | 25 072    | 92 437    | 745      | 21,2 %  | 78,2 %  | 0,6 %  |

### Uccle
Langues connues
| Année | uniq. NL Nombre | NL & FR Nombre | uniq. FR Nombre | FR & D Nombre | uniq. D Nombre | D & NL Nombre | NL & F & D Nombre | aucune Nombre | uniq. NL Part | NL & FR Part | uniq. FR Part | FR & D Part | uniq. D Part | D & NL Part | NL& FR & D Part |
| ----- | --------------- | -------------- | --------------- | ------------- | -------------- | ------------- | ----------------- | ------------- | ------------- | ------------ | ------------- | ----------- | ------------ | ----------- | --------------- |
| 1846  | 6 044           |                | 289             |               | 1              |               |                   |               | 95,4 %        |              | 4,6 %         |             | 0,0 %        |             |                 |
| 1866  | 6 850           | 492            | 367             | 4             | 77             | 1             | 2                 | 19            | 87,9 %        | 6,3 %        | 4,7 %         | 0,1 %       | 1,0 %        | 0,0 %       | 0,0 %           |
| 1880  | 8 132           | 1 218          | 694             | 31            | 10             | 9             | 24                | 3             | 80,4 %        | 12,0 %       | 6,9 %         | 0,3 %       | 0,1 %        | 0,1 %       | 0,2 %           |
| 1890  | 7 504           | 4 838          | 921             | 16            | 18             | 19            | 81                | 6             | 56,0 %        | 36,1 %       | 6,9 %         | 0,1 %       | 0,1 %        | 0,1 %       | 0,6 %           |
| 1900  | 7 943           | 6 453          | 2 345           | 75            | 17             | 4             | 186               | 1 011         | 46,7 %        | 37,9 %       | 13,8 %        | 0,4 %       | 0,1 %        | 0,0 %       | 1,1 %           |
| 1910  | 9 074           | 10 169         | 5 818           | 352           | 61             | 25            | 449               | 1 031         | 35,0 %        | 39,2 %       | 22,4 %        | 1,4 %       | 0,2 %        | 0,1 %       | 1,7 %           |
| 1920  | 6 436           | 14 655         | 9 290           | 132           | 3              | 4             | 370               | 1 166         | 20,8 %        | 47,4 %       | 30,1 %        | 0,4 %       | 0,0 %        | 0,0 %       | 1,2 %           |
| 1930  | 5 524           | 18 422         | 16 739          | 498           | 40             | 17            | 772               | 1 310         | 13,1 %        | 43,8 %       | 39,8 %        | 1,2 %       | 0,1 %        | 0,0 %       | 1,8 %           |
| 1947  | 3 721           | 23 284         | 23 272          | 1 184         | 101            | 69            | 2 863             | 1 662         | 6,8 %         | 42,7 %       | 42,7 %        | 2,2 %       | 0,2 %        | 0,1 %       | 5,3 %           |

Langue exclusivement ou la plus fréquemment parlée.
| Année | NL Nombre | FR Nombre | D Nombre | NL Part | FR Part | D Part |
| ----- | --------- | --------- | -------- | ------- | ------- | ------ |
| 1910  | 15 739    | 10 004    | 205      | 60,7 %  | 38,6 %  | 0,8 %  |
| 1920  | 14 909    | 15 960    | 21       | 48,3 %  | 51,7 %  | 0,1 %  |
| 1930  | 14 768    | 26 175    | 111      | 36,0 %  | 63,8 %  | 0,3 %  |
| 1947  | 10 824    | 40 990    | 214      | 20,8 %  | 78,8 %  | 0,4 %  |

### Watermael-Boitsfort
Langues connues
| Année | uniq. NL Nombre | NL & FR Nombre | uniq. FR Nombre | FR & D Nombre | uniq. D Nombre | D & NL Nombre | NL & F & D Nombre | aucune Nombre | uniq. NL Part | NL & FR Part | uniq. FR Part | FR & D Part | uniq. D Part | D & NL Part | NL & FR & D Part |
| ----- | --------------- | -------------- | --------------- | ------------- | -------------- | ------------- | ----------------- | ------------- | ------------- | ------------ | ------------- | ----------- | ------------ | ----------- | ---------------- |
| 1846  | 3 877           |                | 63              |               | 9              |               |                   |               | 98,2 %        |              | 1,6 %         |             | 0,2 %        |             |                  |
| 1866  | 2 096           | 82             | 47              | 0             | 7              | 0             | 0                 | 0             | 93,9 %        | 3,7 %        | 2,1 %         | 0,0 %       | 0,3 %        | 0,0 %       | 0,0 %            |
| 1880  | 2 434           | 586            | 388             | 24            | 0              | 1             | 20                | 0             | 70,5 %        | 17,0 %       | 11,2 %        | 0,7 %       | 0,0 %        | 0,0 %       | 0,6 %            |
| 1890  | 2 050           | 2 380          | 522             | 57            | 5              | 35            | 34                | 1             | 40,3 %        | 46,8 %       | 10,3 %        | 1,1 %       | 0,1 %        | 0,7 %       | 0,7 %            |
| 1900  | 2 562           | 2 376          | 1 082           | 59            | 4              | 11            | 86                | 340           | 41,5 %        | 38,4 %       | 17,5 %        | 1,0 %       | 0,1 %        | 0,2 %       | 1,4 %            |
| 1910  | 2 674           | 3 224          | 2 001           | 124           | 58             | 13            | 169               | 350           | 32,4 %        | 39,0 %       | 24,2 %        | 1,5 %       | 0,7 %        | 0,2 %       | 2,0 %            |
| 1920  | 1 888           | 4 440          | 2 953           | 42            | 0              | 3             | 129               | 641           | 20,0 %        | 47,0 %       | 31,2 %        | 0,4 %       | 0,0 %        | 0,0 %       | 1,4 %            |
| 1930  | 2 051           | 6 736          | 6 479           | 125           | 3              | 4             | 233               | 507           | 13,1 %        | 43,1 %       | 41,4 %        | 0,8 %       | 0,0 %        | 0,0 %       | 1,5 %            |
| 1947  | 1 324           | 8 295          | 8 343           | 273           | 7              | 22            | 927               | 492           | 6,9 %         | 43,2 %       | 43,5 %        | 1,4 %       | 0,0 %        | 0,1 %       | 4,8 %            |

Langue exclusivement ou la plus fréquemment parlée.
| Année | NL Nombre | FR Nombre | D Nombre | NL Part | FR Part | D Part |
| ----- | --------- | --------- | -------- | ------- | ------- | ------ |
| 1910  | 4 657     | 3 496     | 110      | 56,4 %  | 42,3 %  | 1,3 %  |
| 1920  | 4 630     | 4 825     | 0        | 49,0 %  | 51,0 %  | 0,0 %  |
| 1930  | 5 339     | 10 205    | 28       | 34,3 %  | 65,5 %  | 0,2 %  |
| 1947  | 4 285     | 14 620    | 24       | 22,6 %  | 77,2 %  | 0,1 %  |

### Woluwe-Saint-Lambert
Langues connues
| Année | uniq. NL Nombre | NL & FR Nombre | uniq. FR Nombre | FR & D Nombre | uniq. D Nombre | D & NL Nombre | NL & F & D Nombre | aucune Nombre | uniq. NL Part | NL & FR Part | uniq. FR Part | FR & D Part | uniq. D Part | D & NL Part | NL& FR & D Part |
| ----- | --------------- | -------------- | --------------- | ------------- | -------------- | ------------- | ----------------- | ------------- | ------------- | ------------ | ------------- | ----------- | ------------ | ----------- | --------------- |
| 1846  | 1 176           |                | 5               |               | 1              |               |                   |               | 99,5 %        |              | 0,4 %         |             | 0,1 %        |             |                 |
| 1866  | 1 253           | 53             | 11              | 1             | 6              | 0             | 0                 | 1             | 94,6 %        | 4,0 %        | 0,8 %         | 0,1 %       | 0,5 %        | 0,0 %       | 0,0 %           |
| 1880  | 1 401           | 137            | 12              | 1             | 0              | 1             | 0                 | 0             | 90,3 %        | 8,8 %        | 0,8 %         | 0,1 %       | 0,0 %        | 0,1 %       | 0,0 %           |
| 1890  | 1 866           | 384            | 40              | 2             | 0              | 0             | 5                 | 1             | 81,2 %        | 16,7 %       | 1,7 %         | 0,1 %       | 0,0 %        | 0,0 %       | 0,2 %           |
| 1900  | 2 477           | 607            | 186             | 2             | 1              | 3             | 18                | 174           | 75,2 %        | 18,4 %       | 5,6 %         | 0,1 %       | 0,0 %        | 0,1 %       | 0,5 %           |
| 1910  | 3 839           | 2 262          | 2 035           | 121           | 14             | 13            | 189               | 410           | 45,3 %        | 26,7 %       | 24,0 %        | 1,4 %       | 0,2 %        | 0,2 %       | 2,2 %           |
| 1920  | 3 328           | 4 126          | 3 040           | 51            | 5              | 1             | 100               | 649           | 31,2 %        | 38,7 %       | 28,5 %        | 0,5 %       | 0,0 %        | 0,0 %       | 0,9 %           |
| 1930  | 3 461           | 6 799          | 6 853           | 219           | 18             | 11            | 327               | 556           | 19,6 %        | 38,4 %       | 38,7 %        | 1,2 %       | 0,1 %        | 0,1 %       | 1,8 %           |
| 1947  | 2 465           | 9 906          | 11 319          | 452           | 29             | 36            | 1 359             | 778           | 9,6 %         | 38,7 %       | 44,3 %        | 1,8 %       | 0,1 %        | 0,1 %       | 5,3 %           |

Langue exclusivement ou la plus fréquemment parlée.
| Année | NL Nombre | FR Nombre | D Nombre | NL Part | FR Part | D Part |
| ----- | --------- | --------- | -------- | ------- | ------- | ------ |
| 1910  | 5 452     | 2 964     | 57       | 64,3 %  | 35,0 %  | 0,7 %  |
| 1920  | 5 928     | 4 709     | 14       | 55,7 %  | 44,2 %  | 0,1 %  |
| 1930  | 7 157     | 10 441    | 55       | 40,5 %  | 59,1 %  | 0,3 %  |
| 1947  | 6 662     | 18 628    | 59       | 26,3 %  | 73,5 %  | 0,2 %  |

### Woluwe-Saint-Pierre
Langues connues
| Année | uniq. NL Nombre | NL & FR Nombre | uniq. FR Nombre | FR & D Nombre | uniq. D Nombre | D & NL Nombre | NL & F & D Nombre | aucune Nombre | uniq. NL Part | NL & FR Part | uniq. FR Part | FR & D Part | uniq. D Part | D & NL Part | NL & FR & D Part |
| ----- | --------------- | -------------- | --------------- | ------------- | -------------- | ------------- | ----------------- | ------------- | ------------- | ------------ | ------------- | ----------- | ------------ | ----------- | ---------------- |
| 1846  | 1 302           |                | 15              |               | 1              |               |                   |               | 98,8 %        |              | 1,1 %         |             | 0,1 %        |             |                  |
| 1866  | 1 309           | 8              | 18              | 0             | 0              | 0             | 0                 | 0             | 98,1 %        | 0,6 %        | 1,3 %         | 0,0 %       | 0,0 %        | 0,0 %       | 0,0 %            |
| 1880  | 1 487           | 33             | 6               | 0             | 0              | 0             | 0                 | 0             | 97,4 %        | 2,2 %        | 0,4 %         | 0,0 %       | 0,0 %        | 0,0 %       | 0,0 %            |
| 1890  | 1 868           | 69             | 36              | 0             | 0              | 0             | 3                 | 0             | 94,5 %        | 3,5 %        | 1,8 %         | 0,0 %       | 0,0 %        | 0,0 %       | 0,2 %            |
| 1900  | 2 111           | 230            | 134             | 2             | 0              | 3             | 7                 | 199           | 84,9 %        | 9,2 %        | 5,4 %         | 0,1 %       | 0,0 %        | 0,1 %       | 0,3 %            |
| 1910  | 2 672           | 1 110          | 1 090           | 83            | 3              | 1             | 66                | 282           | 53,2 %        | 22,1 %       | 21,7 %        | 1,7 %       | 0,1 %        | 0,0 %       | 1,3 %            |
| 1920  | 2 477           | 2 811          | 2 343           | 40            | 1              | 0             | 122               | 278           | 31,8 %        | 36,1 %       | 30,1 %        | 0,5 %       | 0,0 %        | 0,0 %       | 1,6 %            |
| 1930  | 3 265           | 4 096          | 5 184           | 141           | 15             | 9             | 261               | 541           | 25,2 %        | 31,6 %       | 40,0 %        | 1,1 %       | 0,1 %        | 0,1 %       | 2,0 %            |
| 1947  | 2 087           | 7 569          | 6 847           | 306           | 14             | 21            | 1 033             | 578           | 11,7 %        | 42,3 %       | 38,3 %        | 1,7 %       | 0,1 %        | 0,1 %       | 5,8 %            |

Langue exclusivement ou la plus fréquemment parlée.
| Année | NL Nombre | FR Nombre | D Nombre | NL Part | FR Part | D Part |
| ----- | --------- | --------- | -------- | ------- | ------- | ------ |
| 1910  | 3 328     | 1 673     | 24       | 66,2 %  | 33,3 %  | 0,5 %  |
| 1920  | 4 262     | 2 943     | 9        | 59,1 %  | 40,8 %  | 0,1 %  |
| 1930  | 5 332     | 7 603     | 35       | 41,1 %  | 58,6 %  | 0,3 %  |
| 1947  | 5 499     | 12 302    | 32       | 30,8 %  | 69,0 %  | 0,2 %  |